# Tables de Chaulnes
Les Tables de Chaulnes (du nom du château de Chaulnes, lieu de rédaction du document en novembre ou décembre 1711) sont les principaux termes d'un programme élaboré par les ducs de Beauvilliers et de Luynes (gendres de Colbert) ainsi que par Fénelon. Ce programme aspirait à réformer la monarchie en s'appuyant sur le jeune duc de Bourgogne qui devait potentiellement succéder à son grand-père Louis XIV. Cette réforme consistait en trois idées majeures : la noblesse (redéfinie de façon restrictive) devait avoir la prépondérance dans le gouvernement de l’État, les états généraux devaient être convoqués tous les trois ans et la liberté économique ainsi que la paix devaient être érigées en maximes du royaume. La disgrâce de Fénelon ainsi que la mort du petit-dauphin en 1712 rendent le projet caduc.
Ce document est peu apprécié de nombreux historiens. Pour Roland Mousnier ces projets d'aristocrates aigris sont des rêves idéalisant un type de société qui aurait pu se réaliser trois cents ans plus tôt. À l'inverse, Jacques de Saint Victor y voit une réforme à la fois audacieuse et modérée désireuse de mettre fin aux abus de la monarchie absolue sans faire table rase du passé. On peut même s’interroger sur l’impact des réformes anglaises du XVIIe siècle vue comme un retour aux pratiques médiévales après l’échec d’une tentative absolutiste.